# Nunació
La nunació o tanwín (àrab: تَنوِين, tanwīn, ‘tanwin, indeterminació’), en algunes llengües semítiques com l'àrab, és l'addició d'una de les tres vocals diacrítiques (ḥarakat) duplicada al final d'un substantiu o d'un adjectiu. S'utilitza per indicar que el substantiu o l'adjectiu acaba en nasal alveolar sense necessitat d'afegir la lletra nun. El sintagma nominal és completament declinable i sintàcticament no té marca de definició, identificable en la parla.

## Àrab literari
Quan l'àrab literari s'escriu amb tots els diacrítics, hi ha tres diacrítics de nunació, un per a cada vocal (damma o /u/, kasra o /i/ i fatha o /a/), que indiquen els sufixos -un (IPA: /-un/), per marcar el cas nominatiu; -in (IPA: /-in/), per al cas genitiu, i -an (IPA: /an/), per al cas acusatiu. Són anomenats, respectivament, tanwín damma, tanwín kasra i tanwín fatha.
Les regles ortogràfiques per a la nunació exigeixen que tanwín fatha (ـً) vagi seguit d'un àlif (ا) addicional mut (el diacrític s'escriu sobre la darrera consonant (ـًا), tot i que a voltes també es pot escriure l'àlif: اً), excepte quan el tanwín de fatha va sobre d'una ta marbuta (ةً) o d'una hamza (ءً) escrita després o sobre un àlif, que no requereix de l'àlif addicional.
En la majoria de dialectes de l'àrab parlat, la nunació només existeix en paraules i frases manllevades de la llengua literària, especialment les que es declinen en acusatiu (és a dir, amb -an). En alguns dialectes beduïns, tanmateix, encara s'utilitza la forma de genitiu en -in, com ara en l'àrab najdí.
Com que l'àrab no té article indefinit, els substantius que estan nunats (excepte els noms propis) són indefinits, i per tant l'absència de l'article definit al- desencadena la nunació en tots els substantius i noms excepte els diptots (és a dir, mots amb només dos casos en estat indefinit, -u en nominatiu i -a en acusatiu i genitiu). Un nom de pila, si no és un diptot, també està nunat quan es declina, com en l'exemple أَشْهَدُ أَنَّ مُحَمَّدًا رَسُولُ الله, axhadu anna Muḥammadan rasūlu l-Lāhi (/ʔaʃ.ha.du ʔan.na mu.ħam.ma.dan ra.suː.lul.laː(.hi)/, ‘Dono testimoni que Mahoma és el missatger de Déu’), en què la paraula محمد, Muḥammad, un nom de pila derivat del participi passiu de حَمَّدَ, ḥammada (‘lloar’), està nunat a مُحَمَّدًا, Muḥammadan per indicar que està en el cas acusatiu, ja que és el subjecte gramatical d'una oració introduïda per أنَّ, anna (‘que’).
| Nunació - tanwín (تَنْوِين, tanwīn)            | Nunació - tanwín (تَنْوِين, tanwīn) | Nunació - tanwín (تَنْوِين, tanwīn) | Nunació - tanwín (تَنْوِين, tanwīn) |
| ------------------------------------------- | -------------------------------- | -------------------------------- | -------------------------------- |
| Símbol                                      | ـٌ                                | ـٍ                                | ـً                                |
| Transliteració                              | -un                              | -in                              | -an                              |
| Cas                                         | nominatiu                        | genitiu                          | acusatiu                         |
| Exemple amb la paraula بيت, bayt, ‘casa’    | بيتٌ                              | بيتٍ                              | بيتًا                             |
| Transliteració                              | baytun                           | baytin                           | baytan                           |
| Exemple amb la paraula دودة, dūda, ‘cuc’    | دودةٌ                             | دودةٍ                             | دودةً                             |
| Transliteració                              | dūdatun                          | dūdatin                          | dūdatan                          |
| Exemple amb la paraula هدوء, hudūʾ, ‘calma’ | هدوءٌ                             | هدوءٍ                             | هدوءًا                            |
| Transliteració                              | hudūʼun                          | hudūʼin                          | hudūʼan                          |
| Exemple amb la paraula سماء, samāʾ, ‘cel’   | سَمَاءٌ                             | سَمَاءٍ                             | سَمَاءً                             |
| Transliteració                              | samāʾun                          | samāʾin                          | samāʾan                          |

En àrab llevantí és estàndard escriure el tanwín de fatha sobre l'àlif, en lloc de sobre la lletra anterior: بيتاً - هدوءاً.

## Xiao'erjing
El xiao'erjing és un sistema d'escriptura persoàrab adoptat per a l'escriptura de llengües sinítiques com el mandarí (especialment els dialectes lanyin, zhongyuan i del nord-est) o el dungan. Aquest sistema d'escriptura és únic (en comparació amb altres sistemes d'escriptura basats en l'àrab), ja que totes les vocals, llargues i curtes, estan marcades explícitament en tot moment amb diacrítics àrabs. En aquest sistema d'escriptura, les tres nunacions s'utilitzen àmpliament per representar els sons nasals alveolars (anteriors) («-n») i també, de vegades, per representar els sons nasals velars (posteriors) («-ng»).
| Nunació - tanwīn | Nunació - tanwīn | Nunació - tanwīn | Nunació - tanwīn | Nunació - tanwīn |
| ---------------- | ---------------- | ---------------- | ---------------- | ---------------- |
| Signe            | ـًا               | ـٌ                | ـٍ                | ْـٍ                |
| Transliteració   | -an              | -un              | -en              | -eng             |
| Exemple          | بًا               | جٌ                | مٍ                | مٍْ                |
| Caràcter xinès   | 半               | 准               | 们               | 梦               |
| Pinyin           | bàn              | zhǔn             | mén              | mèng             |

## Accadi
La nunació també es pot trobar en la -n final dels duals en accadi, fins que el dual va desaparèixer en el període babilònic antic.

## Codificacions de caràcters
| Visualització prèvia            | ً                | ً                | ٌ                | ٌ                | ٍ                | ٍ                | ࣰ                     | ࣰ                     | ࣱ                     | ࣱ                     | ࣲ                     | ࣲ                     |
| ------------------------------- | --------------- | --------------- | --------------- | --------------- | --------------- | --------------- | -------------------- | -------------------- | -------------------- | -------------------- | -------------------- | -------------------- |
| Nom d'Unicode                   | ARABIC FATHATAN | ARABIC FATHATAN | ARABIC DAMMATAN | ARABIC DAMMATAN | ARABIC KASRATAN | ARABIC KASRATAN | ARABIC OPEN FATHATAN | ARABIC OPEN FATHATAN | ARABIC OPEN DAMMATAN | ARABIC OPEN DAMMATAN | ARABIC OPEN KASRATAN | ARABIC OPEN KASRATAN |
|                                 | dec             | hex             | dec             | hex             | dec             | hex             | dec                  | hex                  | dec                  | hex                  | dec                  | hex                  |
| Unicode                         | 1611            | U+064B          | 1612            | U+064C          | 1613            | U+064D          | 2288                 | U+08F0               | 2289                 | U+08F1               | 2290                 | U+08F2               |
| UTF-8                           | 217 139         | D9 8B           | 217 140         | D9 8C           | 217 141         | D9 8D           | 224 163 176          | E0 A3 B0             | 224 163 177          | E0 A3 B1             | 224 163 178          | E0 A3 B2             |
| Referència numèrica de caràcter | &#1611;         | &#x64B;         | &#1612;         | &#x64C;         | &#1613;         | &#x64D;         | &#2288;              | &#x8F0;              | &#2289;              | &#x8F1;              | &#2290;              | &#x8F2;              |